# Dicranum kwangtungense
Dicranum kwangtungense là một loài Rêu trong họ Dicranaceae. Loài này được (P.C. Chen) T.J. Kop. mô tả khoa học đầu tiên năm 1992.